# Endiandra chartacea
Endiandra chartacea är en lagerväxtart som beskrevs av André Joseph Guillaume Henri Kostermans. Endiandra chartacea ingår i släktet Endiandra och familjen lagerväxter. Inga underarter finns listade i Catalogue of Life.